# Los lobos del palmar
 Los lobos del palmar es una película en blanco y negro de Argentina dirigida por Homero Cárpena sobre el guion de Raúl Daniel Padilla que se produjo entre 1954 y 1955 pero nunca fue estrenado comercialmente. Estaba protagonizada por Carlos Perelli, Ricardo de Rosas, Luis Abel Huce y Homero Cárpena. También se lo tituló Tierra brava.

## Reparto
- Carlos Perelli
- Ricardo de Rosas
- Luis Abel Huce
- Homero Cárpena
- Mora Milton
- Enrique Alippi
- Aída Villadeamigo
- Fausto Etchegoin
- Calígula

## Comentarios
Al igual que otro de sus filmes, Soy del tiempo de Gardel, esta película nunca pudo ser estrenada. El estudio de la productora Establecimientos Filmadores Argentinos cerró y el predio donde funcionaba fue vendido en agosto de 1955 a Sudamfilm y, más tarde, pasó a ser sede de Canal 13.